# Universidad de California en Santa Bárbara
La Universidad de California en Santa Bárbara (en inglés University of California, Santa Barbara), también conocida como UC Santa Bárbara o UCSB, es una universidad pública de investigación con concesión de tierras en Santa Bárbara, California, Estados Unidos. Es parte del sistema de 10 universidades de la Universidad de California. UCSB, que se remonta a 1891 como una facultad de profesores independiente, se unió al sistema estatal de California en la década de 1920 y luego al sistema de la Universidad de California en 1944. Es el tercer campus universitario más antiguo del sistema, después de UC Berkeley y UCLA. La matrícula total de estudiantes para 2022 fue de 26.961; 23.460 estudiantes de pregrado y 2.961 de posgrado.
La universidad se fundó en 1909 con el nombre de Santa Barbara State College. En 1944 se integró en la estructura de la Universidad de California, pero sería en 1958 cuando adquirió su denominación actual, se trasladó a un nuevo campus y renovó por completo su oferta docente. El actual campus se encuentra en un área suburbana, cerca de las localidades de Isla Vista y Goleta, al sur del condado de Santa Bárbara. Se encuentra entre el Aeropuerto Municipal de Santa Bárbara y el océano Pacífico, en unos terrenos  cedidos por el gobierno federal a la universidad, en los que anteriormente hubo una base de marines. UC Santa Bárbara está organizada en tres facultades de pregrado (Letras y Ciencias, Ingeniería, Estudios Creativos) y dos escuelas de posgrado (Educación y Ciencias y Gestión Ambiental), que ofrecen más de 200 títulos y programas. UCSB está clasificada entre "R1: Universidades de doctorado - Actividad de investigación muy alta" y se considera una Public Ivy. Según la Fundación Nacional de Ciencias, UC Santa Bárbara gastó $235 millones en investigación y desarrollo en el año fiscal 2018, ubicándose en el puesto 100 en la nación.
La facultad actual de UCSB incluye 6 Premios Nobel, 1 medallista Fields, 39 miembros de la Academia Nacional de Ciencias, 27 miembros de la Academia Nacional de Ingeniería y 34 miembros de la Academia Estadounidense de las Artes y las Ciencias. En 2010, UCSB era considerada la 39.ª mejor universidad por la revista U.S. News & World Report, la 29.º del mundo por The World University Rankings y la 32.ª según Academic Ranking of World Universities.

## Admisiones
El Princeton Review clasifica a la Universidad de California, Santa Bárbara con una Admisión de Selectividad de 94 fuera de 99 puntos. Las admisiones son calificadas como "La más selectiva" por U.S. News. 
Un estudiante de primer año fue admitido con un GPA de 3.97. Para entrar a la universidad el primer año el estudiante tiene que tener un GPA ( Promedio de Grados) de 3.7. El 61% de la clase del Trimestre de Otoño 2006 entró con un GPA de 4.0 o más alto. 5% de los estudiantes aplicando para el primer año en UCSB están en el 1% de mejores estudiantes de su clase en la preparatoria que atienden y 53,4% de los estudiantes del primer año que aplicaron para Otoño 2006 fueron admitidos. También, 70.4% de los estudiantes transferidos fueron admitidos y el GPA para los que fueron admitidos fue de un 3.1%. La cuota para aplicar es de $6000 dólares estadounidenses. La solicitud puede ser llenada en el internet.
La Universidad de California, Santa Bárbara recibió 93.442 solicitudes para admisión a la clase del Trimestre de Otoño 2019; 27.719 fueron admitidos, con una tasa de aceptación de 29,7%. El rango de puntuaciones en los exámenes estandarizados para la media 25%-75% de estudiantes admitidos es como sigue: 630-730 en lectura y escritura basada en evidencia y 650-790 en matemáticas para el SAT, y 26-31 para el ACT.

## Era de la Guerra de Vietnam
La UCSB fue el lugar de origen de varias movilizaciones en contra de la guerra de Vietnam en los años 1960 y 70. Aparte de la UC Berkeley, no hubo ninguna otra universidad en California que recibiera tanta atención mediática nacional por sus actividades antiguerra. Eventos que ocurrieron durante esta época fueron la explosión de una bomba en el Club de Facultad de la escuela, y el incendio de la sucursal del Bank of America en Isla Vista, durante el cual un estudiante murió por disparos. Estos hechos llevaron al gobernador de California, Ronald Reagan, a establecer un toque de queda, y a enviar a la Guarda Nacional para reforzar la seguridad. Durante ese tiempo fue habitual ver guardias armados tanto en el campus como en las localidades vecinas. Varios activistas contra la guerra visitaron la UCSB, entre ellos Jesse Jackson, Ralph Abernathy, Tom Hayden, Abbie Hoffman o Eldridge Cleaver.